# Rive (Piemont)
Rive – miejscowość i gmina we Włoszech, w regionie Piemont, w prowincji Vercelli.
Według danych na rok 2004 gminę zamieszkiwało 417 osób, 46,3 os./km².